# Polsko-Amerykańskie Kliniki Serca
Polsko-Amerykańskie Kliniki Serca (skrót PAKS) – to sieć oddziałów kardiologii interwencyjnej, kardiochirurgii i chirurgii naczyniowej, działających na terenie Polski w ramach kontraktu z NFZ. Kliniki zostały utworzone z inicjatywy lekarzy z Polski i Stanów Zjednoczonych w 2000 roku. Polsko-Amerykańskie Kliniki Serca wchodzą w skład Grupy American Heart of Poland (AHP), którą aktualnie tworzy sieć 77 oddziałów (w tym szpitale wieloprofilowe, ponad 20 oddziałów kardiologii, 2 oddziały chirurgii naczyniowej, 4 oddziały rehabilitacyjne (w tym Uzdrowisko Ustroń), Centrum Badawczo-Rozwojowe, 22 przychodnie i punkty diagnostyczne oraz laboratoryjne)

## Oddziały
Oddziały PAKS mieszczą się w Ustroniu, Bielsku-Białej, Dąbrowie Górniczej, Kędzierzynie-Koźlu,, Katowicach, Mielcu, Nysie, Tychach, Chrzanowie, Sztumie, Drawsku Pomorskim,, Rzeszowie, Zgierzu, Augustowie, Suwałkach, Wieluniu, Łęczycy, Józefowie, Koninie, Gnieźnie, Pile, Poznaniu i Bełchatowie.
W ośrodkach tych nadzór nad konsultacjami kardiochirurgicznymi ma prof. dr hab. n. med Andrzej Bochenek. Oddziały pełnią 24-godzinne dyżury dla chorych z różnymi postaciami ostrego zespołu wieńcowego, w tym zawału serca, umożliwiając ich terapię metodą przezskórnej angioplastyki wieńcowej (PTCA). W trybie planowym przyjmowani są chorzy do zabiegów diagnostycznych – takich jak koronarografia i angiografia oraz zabiegów terapeutycznych takich jak angioplastyka tętnic wieńcowych i obwodowych, aterektomie, przezskórne zabiegi walwuloplastyki aortalnej i mitralnej, nieoperacyjne leczenie tętniaków aorty piersiowej za pomocą wszczepienia stentgraftów oraz implantacja układów stymulujących serca, czy też kardiowerterów-defibrylatorów. W klinikach, świadczone usługi realizowane są w ramach kontraktów objętych umową z Narodowym Funduszem Zdrowia, a także na zasadzie prywatnej odpłatności. Kliniki posiadają pracownie Tomografii Komputerowej i Rezonansu Magnetycznego w Dąbrowie Górniczej, Chrzanowie i Rzeszowie .

## Projekty badawcze
Centrum Badawczo-Rozwojowe (CBR) Polsko-Amerykańskich Klinik Serca zostało powołane w 2004 roku, następnie rozbudowane w 2012 roku. wraz z instytucjami propagującymi i rozwijającymi nowe technologie stosowane w medycynie, prowadzi badania sprawdzające bezpieczeństwo i skuteczność nowych metod leczenia oraz leków, począwszy od badań przedklinicznych, po badania kliniczne I, II i III fazy. Grupa American Heart of Poland współpracuje z zagranicznymi ośrodkami medycznymi i naukowymi w Europie i w Stanach Zjednoczonych. Zespół naukowy Grupy American Heart of Poland jest częścią konsorcjów badawczych aplikujących o środki finansowe na prowadzenie projektów badawczych i rozwojowych.